# Platanus occidentalis
Platanus occidentalis (L., 1753), comunemente noto come platano occidentale o platano americano, è una pianta appartenente alla famiglia delle Platanaceae, originaria del Nord America.
Negli Stati Uniti e in Canada è chiamato anche sycamore, ovvero "sicomoro", un nome comune che però, in altre parti del mondo, si riferisce a un tipo diverso di piante. Per questa motivazione, talvolta è chiamato impropriamente sicomoro americano.

## Descrizione

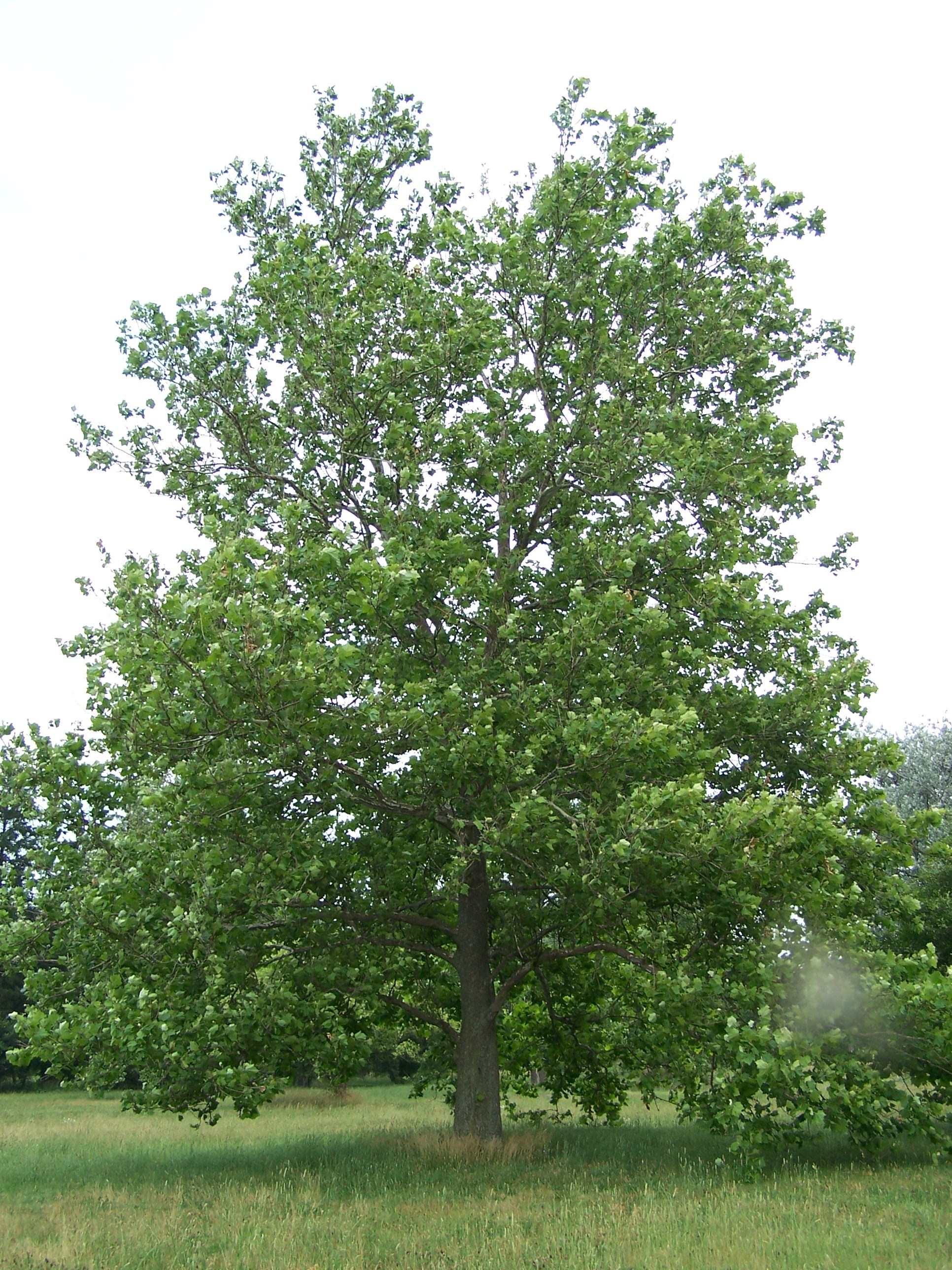
Esemplare adulto di P. occidentalis.

Si tratta di un grande albero che raggiunge facilmente i 30–40 m di altezza.
Il fusto è dritto, slanciato, cilindrico.
Il diametro del tronco si aggira in genere sui 2 m, ma può superare i 4 m.
Il legno è bruno-rosato a porosità diffusa, con una grana marcata e tenace.

### Corteccia
Il ritidoma della corteccia di questo albero è molto caratteristico, esso si sfalda tipicamente in grandi placche irregolari, grigio marroncine. La caduta delle placche lascia vedere la superficie sottostante, che è di un colore verde che in breve muta in un bianco intenso. Il tronco appare così chiazzato di questi quattro colori.
La spiegazione a questo fenomeno sta nella rigidità dei tessuti della corteccia, che sono incapaci di assecondare la crescita del legno sottostante.

### Foglie
Le foglie sono alterne, semplici, lunghe 12–22 cm, più larghe che lunghe, palminervie e lobate. I lobi sono da 3 o 5 e sono poco pronunciati e i seni tra di essi sono molto aperti. La base della foglia è troncata con le nervature primarie che partono dal lembo fogliare.
Le foglie nascono ripiegate con i bordi laterali combacianti e leggermente tomentose.
Le foglie pienamente sviluppate sono di un colore verde molto chiaro.
Il picciolo è lungo e alla base di esso sono presenti delle stipole presto caduche. 

### Fiori
I fiori sono molto piccoli, unisessuali, raccolti in un capolino globulare generalmente portato singolo su un lungo peduncolo (in alcuni casi i capolini possono essere 2).
È una pianta monoica e i fiori di differente sesso sono portati su differenti peduncoli.
I capolini maschili sono di colore rosso scuro, e quelli femminili verde chiaro con punti rossi.
I fiori maschili hanno 4-6 stami, quelli femminili 3-8 carpelli, e uguale numero di sepali e petali.
Le antere sono allungate e si aprono lateralmente.
L'ovario è supero, mono o biovulare, di forma ovato-oblonga.
Alla base dell'ovario sono presenti peli chiari. Lo stilo è lungo e rosso e ricurvo.
L'impollinazione è ad opera del vento.

### Frutti
I frutti sono degli acheni riuniti in infruttescenze globose e pendule.
Ogni achenio ha la porzione apicale rotondeggiante e concava, sormontata da un breve stilo.
La maturazione avviene nello stesso anno della fioritura.

## Distribuzione e habitat
Il platano occidentale è originario degli Stati Uniti e del Canada, con un areale che si estende dagli stati che si affacciano sull'Atlantico fino alle Grandi pianure e dall'Ontario al Texas.
Si trova su terreni molto umidi o anche paludosi.
Nelle vallate dei fiumi Ohio e Mississippi vi sono gli esemplari più imponenti.
In America è coltivato per ricavarne legname da usare per ebanisteria e per farne mobili.
È coltivato anche in Argentina e in Australia.
Fu importato in Europa nel 1636, ma non è stato mai considerato di grande interesse economico ed è poco coltivato anche come ornamentale.
Proprio in Europa però, si ritiene che abbia dato origine, tramite incrocio spontaneo con Platanus orientalis, al ben più importante Platanus x hispanica, ovvero il platano comune.